# Miller Lite 200 1999
Miller Lite 200 1999 var ett race som var den fjortonde deltävlingen i CART World Series 1999. Racet kördes den 15 augusti på Mid-Ohio Sports Car Course i Lexington, Ohio. Juan Pablo Montoya tog en viktig seger för sin titelkampanj. Han hade misslyckats helt med inställningarna på fredagen, och var bara 20:e snabbast då. Han förbättrade sedan bilen, och vande sig med banan på lördagen, vilket gav honom en åttondeplats, innan han gjorde en spektakulär uppkörning, som gav honom en femte seger för säsongen. Paul Tracy och Dario Franchitti var övriga förare på podiet, efter att Team KOOL Green fortsatt leverera i tävling efter tävling. 26-årige Franchitti behöll en knapp ledning före 23-årige Montoya, och titelkampanjen såg ut att stå mellan två rekordunga förare.

## Slutresultat
| Plats | Förare              | Team                    | Grid | Kvaltid  |
| ----- | ------------------- | ----------------------- | ---- | -------- |
| 1     | Juan Pablo Montoya  | Chip Ganassi Racing     | 8    | 1.06,174 |
| 2     | Paul Tracy          | Team KOOL Green         | 3    | 1.05,927 |
| 3     | Dario Franchitti    | Team KOOL Green         | 1    | 1.05,347 |
| 4     | Jimmy Vasser        | Chip Ganassi Racing     | 5    | 1.06,091 |
| 5     | Max Papis           | Team Rahal              | 9    | 1.06,316 |
| 6     | Gil de Ferran       | Walker Racing           | 6    | 1.06,133 |
| 7     | Hélio Castroneves   | Hogan Racing            | 7    | 1.06,137 |
| 8     | Michael Andretti    | Newman/Haas Racing      | 11   | 1.06,463 |
| 9     | Cristiano da Matta  | Arciero-Wells Racing    | 14   | 1.06,645 |
| 10    | Robby Gordon        | Team Gordon             | 10   | 1.06,352 |
| 11    | Greg Moore          | Forsythe Racing         | 25   | 1.08,086 |
| 12    | Richie Hearn        | Della Penna Motorsports | 12   | 1.06,557 |
| 13    | Mark Blundell       | PacWest Racing          | 26   | -        |
| 14    | Jan Magnussen       | Patrick Racing          | 15   | 1.06,857 |
| 15    | P.J. Jones          | Patrick Racing          | 21   | 1.07,237 |
| 16    | Roberto Moreno      | Newman/Haas Racing      | 19   | 1.07,004 |
| 17    | Scott Pruett        | Arciero-Wells Racing    | 20   | 1.07,007 |
| 18    | Gualter Salles      | All American Racing     | 16   | 1.06,889 |
| 19    | Naoki Hattori       | Walker Racing           | 23   | 1.07,300 |
| 20    | Maurício Gugelmin   | PacWest Racing          | 17   | 1.06,930 |
| 21    | Bryan Herta         | Team Rahal              | 2    | 1.05,824 |
| 22    | Memo Gidley         | Payton/Coyne Racing     | 13   | 1.06,557 |
| 23    | Tony Kanaan         | Forsythe Racing         | 4    | 1.05,986 |
| 24    | Luiz Garcia Jr.     | Hogan Racing            | 24   | 1.08,040 |
| 25    | Al Unser Jr.        | Marlboro Team Penske    | 22   | 1.07,292 |
| 26    | Michel Jourdain Jr. | Payton/Coyne Racing     | 18   | 1.06,999 |